# Anticancéreux
Un anticancéreux ou  antinéoplasique  est un médicament antitumoral destiné à bloquer la prolifération des cellules cancéreuses - le néoplasme désignant une tumeur ou un cancer. Toutefois, la plupart des antinéoplasiques ne sont pas des médicaments à effet spécifique sur les cellules néoplasiques étant donné qu'ils touchent également les cellules saines. 
Les antinéoplasiques regroupent plusieurs dizaines de médicaments, dont les agents alkylants, les antimétabolites, les agents intercalants et les antimitotiques.
Au sein de la classification Anatomique, Thérapeutique et Chimique de l'OMS, ils appartiennent à la classe ATC L01.

## Antimétabolite

### Antifolique
- Méthotrexate = améthoprime
- Raltitrexed
- Pémétrexed

### Antipurique
- Mercaptopurine = 6-mercaptopurine = 6-MP
- Thioguanine = 6-thioguanine
- Pentostatine = 2-déoxycoformycine
- Cladribine = 2-chlorodéoxyadénosine
- Fludarabine

### Antipyrimidique
- 5 fluoro-uracile
- Tégafur uracile
- Capécitabine
- Cytarabine = cytosine-arabonoside

### Autres antimétabolites
- Hydroxycarbamide (Hydroxyurée)
- Gemcitabine

## Agent alkylant

### Moutarde azotée
- Chlorambucil
- Melphalan
- Chlorméthine = métachloroéthamine
- Estramustine
- Ifosfamide
- Cyclophosphamide

### Nitroso-urée
- Fotémustine
- Lomustine
- Carmustine
- Streptozocine

### Organoplatine
- Carboplatine
- Cisplatine
- Oxaliplatine

### Éthylène imine
- Thiotepa
- Altrétamine

### AmideImidazole
- Procarbazine
- Témozolomide
- Dacarbazine

### Autres agents alkylants
- Busulfan
- Mitomycine C
- Pipobroman

## Agent intercalant

### Dérivé de lacamptothécine
- Irinotécan
- Topotécan

### Anthracycline
- Épirubicine
- Daunorubicine
- Doxorubicine
- Pirarubicine
- Idarubicine

### Autres agents intercalants
- Mitoxantrone
- Amsacrine
- Elliptinium
- Actinomycine D ou Dactinomycine
- Étoposide
- Bléomycine

## Molécule ayant une action sur lefuseau mitotique

### Vinca-alcaloïde: poison du fuseau
- Vinorelbine
- Vindésine
- Vincristine
- Vinblastine

### Taxoïde: stabilisant du fuseau
- Paclitaxel
- Docétaxel

## Inhibiteur de tyrosinekinase

### Inhibiteur duVEGFR
- Sunitinib
- Axitinib
- Pazopanib

### Inhibiteur de l'EGFR
- Afatinib
- Erlotinib
- Gefitinib
- Lapatinib

### Inhibiteur duPDGF-R(en)
- Imatinib

### Inhibiteur de la protéine de fusionBCR-Abl
- Imatinib

- Dasatinib
- Nilotinib
- Bosutinib
- Ponatinib

- Sorafenib
- Regorafenib

### Inhibiteur de la sérine-thréonine kinase RAF
- Dabrafenib
- Vemurafenib

- Sorafenib
- Regorafenib

### Inhibiteur de la sérine-thréonine kinase MEK
- Cobimetinib
- Tramétinib

### Inhibiteur de la sérine-thréonine kinase mTor
- Temsirolimus
- Evérolimus

### Autres inhibiteurs de tyrosine kinase
- Crizotinib
- Ibrutinib
- Idélalisib
- Ruxolitinib
- Selpercatinib
- Tepotinib

## Anticorps monoclonal
Les anticorps monoclonaux anticancéreux entrent dans la catégorie des thérapies ciblées. Ils peuvent avoir un effet cytolytique en fixant une cible membranaire ce qui permet l'activation du complément ou le recrutement de cellules immunitaires cytotoxiques. Certains ont un effet neutralisant, empêchant alors la fixation du ligand à son récepteur.

### Anti-VEGF
Les anti-VEGF inhibent la formation de vaisseaux vascularisant la tumeur en empêchant la fixation du VEGF à son récepteur. Le bévacizumab cible directement le VEGF tandis que le ramucirumab est dirigé contre le récepteur 2 du VEGF.

### Anti-EGFR
- Cétuximab
- Panitumumab

### Anti-HER2
- Trastuzumab
- Pertuzumab

### Anti-CD20
- Obinutuzumab
- Rituximab
- Ibritumomab
- Ofatumumab

### Autres anticorps monoclonaux
- Alemtuzumab
- Cemiplimab
- Blinatumomab
- Daratumumab
- Ipilimumab
- Panitumumab

## Virus
Certains virus infectent préférentiellement les cellules cancéreuses (ou ces cellules sont plus vulnérables à l'infection par ces virus) en épargnant les cellules saines, ce qui explique certaines rémissions inattendues et soudaines de cancers après une infection, observées par des médecins depuis les années 1800. Les premières recherches thérapeutiques utilisant des virus oncolytiques remontent aux années 1950.
En 2005, les autorités chinoises ont approuvé l'usage d'un adénovirus oncolytique (dit "H101") contre le cancer de la tête et du cou, après que le traitement ait expérimentalement été démontré efficace pour améliorer le taux de survie des patients traités. 
En 2015, un virus génétiquement modifiés (virus oncolytiques) T-VEC (pour « talimogene laherparepvec ») peut aider le système immunitaire à cibler les cellules cancéreuses. 
Ce virus de l'herpès est génétiquement modifié (par ajout d'un gène codant une protéine qui stimule le système immunitaire)  pour provoquer une réponse immunitaire contre le mélanome avancé.  Il a aussi été modifié pour provoquer une forme très fortement atténuée d’herpès. Le 27 octobre 2015, il est devenu le premier traitement de ce type approuvé aux États-Unis par la FDA, quatre jours après une approbation par l'Agence européenne des médicaments. Selon les premiers résultats d'essais, la survie des patients traités a été améliorée en moyenne de 4,4 mois, après injection du virus directement dans une tumeur, et ensuite les autres tumeurs régressent ou progressent moins vite, ce qui prouve que le système immunitaire a réagi. La combinaison de l'injection du virus avec une immunothérapie ciblant le cancer pourrait améliorer l'efficacité de l'immunothérapie. On cherche un moyen de mieux atteindre (systémiquement, c'est-à-dire dans tout le corps) les cancers et leurs métastases, afin que le virus détruisent les cellules cancéreuses, avant qu'il ne soit lui-même éliminé par le système immunitaire. La combinaison de plusieurs virus, éventuellement non-humains (ex Poxvirus de la stomatite bovine), ou l'utilisation d'un virus capable de se cacher dans certaines cellules sanguines, échappant ainsi au système immunitaire sont des solutions également étudiées.

## Phénomènes d'inhibition de l'efficacité médicamenteuse
Pour des raisons mal comprises, certains médicaments sont plus ou moins actifs et efficaces selon les personnes.
Dans certains cas, l'explication est connue. Par exemple, une surexpression des métallothionéines, telle qu'on en observe après intoxication par des métaux lourds, inhibe tout un sous-ensemble de médicaments anticancéreux cliniquement importants et parmi les plus utilisés (le cisplatine (cis-diaminedichloroplatine(II)) et des agents alkylants tels que le chlorambucil ou le melphalan). On a confirmé cette explication par le fait que des cellules transfectées via un vecteur viral contenant de l'ADN humain codant la métallothionéine-IIA deviennent résistantes au cis-diaminedichloroplatine(II), au melphalan et au chlorambucil (mais non au 5-fluorouracile ou à la vincristine).